# 奧斯福德鎮區 (北達科他州卡弗利爾縣)
奧斯福德鎮區（英語：Osford Township）是位於美國北達科他州卡弗利爾縣的一個鎮區。

## 地方資料
奧斯福德鎮區的面積為92.86平方千米，當中陸地面積為92.73平方千米，而水域面積為0.13平方千米。根據2020年美國人口普查的數據，當地共有人口43人，而人口密度為每平方千米0.46人。